# Петко Иванов (учен)
Вижте пояснителната страница за други личности с името Петко Иванов.
Петко Иванов е български аграрен учен, специалист в областта на агрохимията и торенето.

## Биография
Роден е на 3 февруари 1930 г. в Габрово. Завършва Априловската гимназия, а след това и Агрономическия факултет в София през 1952 г.
През периода от 1956 г. до 1995 г. работи непрекъснато в Института по пшеницата и слънчогледа „Добруджа“ (сега Добруджански земеделски институт) Генерал Тошево, като изпълнява длъжностите: ръководител на агрохимична лаборатория за картиране на почвите в Североизточна България, ръководител на секциите Агрохимия и торене и Технология на полските култури, и ръководител на Лабораторен комплекс.
Хабилитиран е като ст.н.с. I ст., защитава научна степени Доктор на науките. Специализира като стипендиант на Фондация „Александър фон Хумболт“ в Университета в Бон (Германия) и към Фондация за развитие на науката в Япония към Университета в Токио.
До 1995 г. е автор на над 150 научни труда и публикации в реномирани наши и чужди списания. Научната му работа е в областта на агрохимията и торенето. Разработва задълбочено широк кръг от научни и научно-приложни проблеми: агрохимична характеристика на почвите в Североизточна България; трансформации на азотните и фосфорни торове в почвите; загуби и токсични ефекти от торенето; влияние на агротехниката върху агрохимичните свойства и плодородието на почвите; изследване на методи за агрохимични анализи; изследвания върху природата, превръщанията и усвояването органичните фосфати; генотипна специфика на минералното хранене на сортове пшеница и др. Разработил е няколко оригинални агрохимични метода за изследване на фосфора и азота в почвите, които са признати за изобретения.
От 1982 г. непрекъснато е член на Специализирания научен съвет по земеделие към ВАК. Бил е член на Оперативна комисия по земеделие на Министерство на земеделието и горите, член и председател на Научно-производствени съвети в няколко региона.
До 1995 г. е член на Редакционната колегия и отговорен редактор на научното списание „Почвознание, агрохимия и екология“, а от 2001 г. е отговорен редактор на списание „Агроном“.
От 1992 г. работи като редовен и гост преподавател в няколко висши учебни заведения: Факултет по екология към Технически университет – Варна (завеждащ катедра), Добруджански технологичен колеж – Добрич (заместник-директор), Агро-педагогически факултет към Славянски университет в Добрич (завеждащ катедра) и преподавател в Международен колеж „Албена“ по аграрни дисциплини.
След пенсионирането си е написал 30 научни публикации и над 100 научнопопулярни и популярни статии по редица актуални проблеми на съвременното земеделие.
Умира на 11 ноември 2019 г.

## Награди и отличия
През 1986 г. е удостоен със званието „Заслужил деятел на науката“.